# تزینجرائیوو، تزیروآنوماندیدو
تزینجرائیوو (به لاتین: Tsinjoarivo) یک منطقهٔ مسکونی در ماداگاسکار است که در Tsiroanomandidy واقع شده‌است.
 تزینجرائیوو  ۱۳٬۰۰۰ نفر جمعیت دارد و ۸۶۱ متر بالاتر از سطح دریا واقع شده‌است.